# Avieta
Avieta is een Belgische koekjesproducent, voornamelijk gespecialiseerd in wafels.

## Geschiedenis
Avieta werd in 1974 in Coutisse opgericht. Het familiebedrijf produceerde frambozensaus en gevulde wafels met fruit van een gigantische boomgaard van vijftien ha, Au Vieux Tauve' genaamd, waar de onderneming haar naam aan te danken heeft. In 1994 werd Patrick Limauge eigenaar van Avieta. Hij breidde de activiteiten van de wafelproducent op internationale schaal uit. In 1999 nam hij de Zonhovense koekjesfabrikant Narda, gespecialiseerd in de productie van suikerwafels, over. Narda werd in 1936 door de ambachtelijke bakker Gerardus Lenaerts opgericht en richtte zich vanaf 1964 uitsluitend op de productie van suikerwafels en speculaas. In 2010 werd in Vinalmont een grote bakkerij met hoofdkantoor gebouwd en in 2018 werd de bakkerij in Zonhoven uitgebreid. Er werden nieuwe productielijnen en een opslagruimte voor voltooide producten en verpakkingen aangebracht. In 2020 overleed Limauge. Een jaar later werd naast de fabriek en het hoofdkantoor in Vinalmont een derde bakkerij gebouwd. Ook werd in Florida in de Verenigde Staten een filiaal opgericht.